# Liste der Gefäßpflanzen Deutschlands/N
- Nabelmiere, Dreinervige (Moehringia trinervia) - Familie: Caryophyllaceae
- Nabelmiere, Gewimperte (Moehringia ciliata) - Familie: Caryophyllaceae
- Nabelmiere, Moos- (Moehringia muscosa) - Familie: Caryophyllaceae
- Nabelnüsschen, Frühlings- (Omphalodes verna) - Familie: Boraginaceae
- Nabelnüsschen, Wald- (Omphalodes scorpioides) - Familie: Boraginaceae
- Nachtkerze, Gewöhnliche (Oenothera biennis) - Familie: Onagraceae
- Nachtkerze, Graublättrige (Oenothera villosa) - Familie: Onagraceae
- Nachtkerze, Kleinblütige (Oenothera parviflora) - Familie: Onagraceae
- Nachtkerze, Rotkelchige (Oenothera glazioviana) - Familie: Onagraceae
- Nachtkerze, Sand- (Oenothera oakesiana) - Familie: Onagraceae
- Nachtkerze, Täuschende (Oenothera x fallax (Oenothera biennis x Oe. glazioviana)) - Familie: Onagraceae
- Nachtschatten, Argentinischer (Solanum physalifolium) - Familie:Solanaceae
- Nachtschatten, Bittersüßer (Solanum dulcamara) - Familie: Solanaceae
- Nachtschatten, Gelbfrüchtiger (Solanum villosum) - Familie: Solanaceae
- Nachtschatten, Gewöhnlicher Saracho- (Solanum triflorum) - Familie: Solanaceae
- Nachtschatten, Saracho- (Solanum sarachoides) - Familie:Solanaceae
- Nachtschatten, Schwarzer (Solanum nigrum) - Familie: Solanaceae
- Nachtviole, Gewöhnliche (Hesperis matronalis) - Familie:Brassicaceae
- Nacktried (Kobresia myosuroides) - Familie: Cyperaceae
- Nadelkraut (Crassula helmsii) - Familie: Crassulaceae
- Nagelkraut, Vierblättriges (Polycarpon tetraphyllum) - Familie: Asteraceae
- Narzisse, Dichter- (Narcissus poeticus) - Familie:Amaryllidaceae
- Narzisse, Gelbe (Narcissus pseudonarcissus) - Familie: Amaryllidaceae
- Narzisse, Stern- (Narcissus radiiflorus) - Familie:Amaryllidaceae
- Natternkopf, Gewöhnlicher (Echium vulgare) - Familie: Boraginaceae
- Natternzunge, Gewöhnliche (Ophioglossum vulgatum) - Familie:Ophioglossaceae
- Nelke, Büschel- (Dianthus armeria) - Familie: Caryophyllaceae
- Nelke, Heide- (Dianthus deltoides) - Familie: Caryophyllaceae
- Nelke, Karthäuser- (Dianthus carthusianorum) - Familie:Caryophyllaceae
- Nelke, Pfingst- (Dianthus gratianopolitanus) - Familie: Caryophyllaceae
- Nelke, Pracht- (Dianthus superbus) - Familie: Caryophyllaceae
- Nelke, Stein- (Dianthus sylvestris) - Familie: Caryophyllaceae
- Nelkenwurz, Bach- (Geum rivale) - Familie: Rosaceae
- Nelkenwurz, Berg- (Geum montanum) - Familie: Rosaceae
- Nelkenwurz, Gewöhnliche (Geum urbanum) - Familie: Rosaceae
- Nelkenwurz, Japanische (Geum japonicum) - Familie: Rosaceae
- Nelkenwurz, Kriechende (Geum reptans) - Familie: Rosaceae
- Netzblatt, Kriechendes (Goodyera repens) - Familie: Orchidaceae
- Nieswurz, Grüne (Helleborus viridis) - Familie: Ranunculaceae
- Nieswurz, Stinkende (Helleborus foetidus) - Familie: Ranunculaceae
- Nixenkraut, Biegsames (Najas flexilis) - Familie: Hydrocharitaceae
- Nixenkraut, Großes (Najas marina) - Familie: Hydrocharitaceae
- Nixenkraut, Kleines (Najas minor) - Familie: Hydrocharitaceae